# John Carmack
John D. Carmack II (født 20. august 1970) er en anerkendt[kilde mangler] personlighed i computerspilindustrien. Han er en produktiv amerikansk computerspilprogrammør og var en af de fire medlemmer af firmaet Softdisk, der i 1991 grundlagde computerspilfirmaet id Software. Carmack var ledende programmør af de succesrige id-computerspil Commander Keen, Wolfenstein 3D, Doom, og Quake såvel som fortsættelserne til Doom og Quake. Hans revolutionære computergrafikteknikker kombineret med John Romeros unikke spildesign medførte en kraftig forøgelse af first-person shooter-spils popularitet i 1990'erne.
Selv om Carmack er mest kendt for sine innovationer i 3-D-grafik, er han også raketflyentusiast og grundlægger af Armadillo Aerospace. Han har ambitioner om suborbital turistflyvning på kort sigt, hvilket eventuelt kan føre til rumflyvninger i kredsløb om Jorden.

## Ekstern henvisning
- Wikimedia Commons har flere filer relateret til John Carmack
- John Carmack på Internet Movie Database (engelsk)
- John Carmack på The Movie Database (engelsk)
- John Carmack på Encyclopædia Britannica Online (engelsk)
- John Carmack på MobyGames (engelsk)
- John Carmacks blog Arkiveret 19. august 2005 hos  Wayback Machine
- id Softwares website
- Armadillo Aerospaces website Arkiveret 22. august 2005 hos  Wayback Machine